# Herher
Herher (in armeno Հերհեր?) è un comune di 745 abitanti (2001) della Provincia di Vayots Dzor in Armenia.